# Vila José
Vila José é uma aldeia de São Tomé e Príncipe, localiza-se no Distrito de Caué, ilha de São Tomé, próxima às localidades de Emolve, Vila Clotilde e de Ermelinda.